# Isturgia nigrescens
Isturgia nigrescens är en fjärilsart som beskrevs av Fritz Preissecker. Isturgia nigrescens ingår i släktet Isturgia och familjen mätare. Inga underarter finns listade i Catalogue of Life.